# Torbjörn Stockenborn
Pierre Torbjörn Stockenborn, född 27 oktober 1955 i Spånga, är en svensk skådespelare. 

## Biografi
Torbjörn Stockenborn utbildades vid Teaterhögskolan i Göteborg 1981–1984. Därefter har han varit verksam vid bland annat Helsingborgs stadsteater, Älvsborgsteatern och Borås stadsteater.

## Filmografi
| År   | Roll                | Produktion      | Noter    |
| ---- | ------------------- | --------------- | -------- |
| 1987 | Lasse Henriksson    | Svenska hjärtan | TV-serie |
| 1994 | Man i Sunes fantasi | Läckan          | TV-serie |
| 2002 | Polis               | Familjen        | TV-serie |

## Teater

### Roller
| År   | Roll       | Produktion                                                                     | Regi                | Teater                   |
| ---- | ---------- | ------------------------------------------------------------------------------ | ------------------- | ------------------------ |
| 1979 | Statist    | Kollontaj Agneta Pleijel                                                       | Alf Sjöberg         | Dramaten                 |
| 1980 | Arbetare 1 | Brott och brott August Strindberg                                              | Per Verner-Carlsson | Dramaten                 |
| 1983 |            | En kväll med Tennessee Williams Tennessee Williams                             | Jurij Lederman      | Södra Teatern            |
| 1984 |            | Paris 1878 Staffan Olzon                                                       | Staffan Olzon       | Helsingborgs stadsteater |
| 1984 |            | Paris 1918 Staffan Olzon                                                       | Staffan Olzon       | Helsingborgs stadsteater |
| 1990 |            | Natthärbärget (На дне, Na dne) Maksim Gorkij                                   | Aldo Iskra          | Borås stadsteater        |
| 1993 |            | Robinson och Crusoe (Robinson e Crusoe) Nino D'Introna och Giacomo Ravicchio   | Gunilla Diehl       | Helsingborgs stadsteater |
| 1994 |            | An der schönen blauen Donau (Geschichten aus dem Wiener Wald) Ödön von Horvath | Thomas Müller       | Borås stadsteater        |